# Anís (licor)
L'anís  (aniseta o aniset i també fil al Rosselló) és un tipus d'aiguardent que prové de la maceració en alcohol de llavors d'anís, en combinació amb altres plantes. La graduació de l'anís varia entre els 30º (anís dolç) i els 50º (anís sec). Es consumeix sol o barrejat amb aigua. L'anís és transparent si se serveix sol, i blanquinós barrejat amb aigua.

## Noms de licors anís

### En el món hispanoparlant
- Cassalla: l'elaborat a la localitat sevillana de Cazalla de la Sierra. En certes zones d'Espanya es denomina així per extensió a tot l'anís sec. A la veu ronca d'una certa tonalitat, se li diu popularment, "cazallera", o "de cazalla", en record a aquesta beguda.[1]
- Chinchón: l'elaborat a la localitat madrilenya de Chinchón.
- Ojén: el que s'elaborava a la localitat malaguenya d'Ojén. Es va fer molt popular durant el segle XX la tornada "una copeta ... de Ojén"[2]
- Rute: de marcada tradició anisera, a Rute s'elabora artesanalment aquest exquisit licor ininterrompudament des de l'any 1630. Rute té marca pròpia, a més d'altres molt conegudes, com Machaquito, Raça, Altamirano, etc.
- Anís del Mono: marca tradicional de licor d'anís molt popular a Espanya.
- Anís de la Asturiana: marca tradicional de licor d'anís, molt popular a Espanya, des de 1895.
- Anís de la Castellana: marca d'anís dolç d'Espanya.
- Anís Najar: marca produïda en Arequipa, Perú des de 1854. Compta amb una varietat de molt alta qualitat.
- Anís Cartujo: una de les marques d'anís més conegudes a l'Amèrica Llatina, fet a Veneçuela. Se sol prendre barrejat amb sucs, iogurt i fins i tot amb aigua, però, moltes persones prefereixen beure pur. Conté 30 ml d'etanol per cada litre (30º GL).

### A la resta del món
En altres països, principalment de la conca mediterrània, es consumeixen tradicionalment licors a base d'anís, entre els quals es troben:
- França- pastis i anisette
- Itàlia- Sambuca
- Grècia- ouzo
- Bulgària, Macedònia del Nord- mastika
- Turquia- rakı
- Líban, Síria, Israel, Jordània, Egipte- arak